# Resolutie 194 van de Algemene Vergadering van de Verenigde Naties
Resolutie 194 van de Algemene Vergadering van de Verenigde Naties werd aangenomen op 11 december 1948, enkele maanden voor het einde van de Arabisch-Israëlische Oorlog van 1948.
Deze VN-resolutie was enerzijds een eerbetoon aan de VN-bemiddelaar Folke Bernadotte, die kort tevoren door Joodse extremisten van de groepering Lechi ("Stern") was vermoord. Anderzijds werd met deze resolutie naar een oplossing gezocht voor de Arabisch-Israëlische Oorlog. De resolutie sprak zich uit voor de terugkeer van de Palestijnse vluchtelingen.

## Inhoud
Resolutie 194 bestaat uit 15 artikelen, waarvan dit de belangrijkste zijn:
- Artikel 2: Instelling van een "verzoeningscommissie" om het werk van VN-bemiddelaar Bernadotte voort te zetten
- Artikel 7: Bescherming en vrije toegang tot de heilige plaatsen
- Artikel 8: Jeruzalem zou ontwapend en alsnog onder direct bestuur van de VN moeten komen
- Artikel 9: Vrije toegang tot Jeruzalem
- Artikel 11: Terugkeer van de vluchtelingen en schadevergoeding aan hen die niet terug willen keren

## Naleving en interpretatie
Resolutie 194 werd door Israël afgewezen. De Israëlische regering wees het definitieve mandaat in punt °11 van de resolutie dat door de Algemene Vergadering aan de Verzoeningscommissie was opgelegd af, en stelde verder als voorwaarde, dat alle onderdelen genoemd in resolutie 194 als één gezamenlijke kwestie moeten worden beschouwd en uitonderhandeld met de Arabische landen. Egypte, Irak, Libanon, Saoedi-Arabië, Syrië en Jemen stemden tegen de resolutie, omdat de praktische betekenis ervan de erkenning van de staat Israël was, en Jordanië was nog geen lid van de Verenigde Naties.
Artikel °11 wordt regelmatig aangehaald als basis voor het terugkeerrecht van Palestijnen. Israël weigerde hieraan gevolg te geven, omdat de resolutie sprak van "vluchtelingen die in vrede met hun buren willen leven" en Israël zich op het standpunt stelde dat zolang Israël niet door zijn Arabische buren wordt erkend, van leven in vrede geen sprake was.

## Feitelijke betekenis van resolutie 194
De Algemene Vergadering wees in deze resolutie twee kwesties aan met betrekking tot welke ze principiële instructies oplegde aan de op te richten Verzoeningscommissie. De eerste was de internationalisering van Jeruzalem. Het tweede probleem, waarover de Commissie een definitief mandaat werd opgelegd, was dat van de vluchtelingen.

### De kwestie-Jeruzalem
Paragraaf °8bepaalt dat, met het oog op de band met de drie wereldgodsdiensten, de regio Jeruzalem, inclusief de huidige gemeente Jeruzalem plus de omringende dorpen en stadjes, met als meest oostelijke daarvan Abu Dis; het meest zuidelijke Bethlehem; het meest westelijke Ein Kerem (inclusief het bebouwde deel van Motsa); en het meest noordelijke Shu'fat, een speciale andere behandeling moeten krijgen dan de rest van Palestina en onder effectief bestuur van de Verenigde Naties dienen te worden geplaatst.

### De vluchtelingenkwestie
Paragraaf °11bepaalt dat de vluchtelingen die naar hun woningen willen terugkeren en met hun buren in vrede willen leven zulks op de eerstvolgend uitvoerbare datum moet worden toegestaan, en dat compensatie moet worden betaald voor de bezittingen van degenen die ervoor kiezen om niet terug te keren, alsmede voor verlies van en schade aan eigendommen die, volgens de grondbeginselen van internationaal recht dan wel billijkheid, door de daarvoor verantwoordelijk zijnde regeringen of autoriteiten dient te worden vergoed;
Geeft de Verzoeningscommissie opdracht de repatriëring, herhuisvesting en economische en sociale rehabilitatie van de vluchtelingen te bevorderen, alsmede de uitbetaling van compensatie(gelden), en nauwe banden te onderhouden met de directeur van de United Nations Relief for Palestinian Refugees en, via hem, met de aangewezen organen en instellingen van de Verenigde Naties.
De Israëlische regering wees het definitieve mandaat in punt °11 van de resolutie die door de Algemene Vergadering aan de Verzoeningscommissie was opgelegd af. Ze stelde verder als voorwaarde dat alle onderdelen genoemd in resolutie 194 als één gezamenlijke kwestie moeten worden beschouwd en onderhandeld met de Arabische landen.
De Arabische landen uitgezonderd Transjordanië (Jordanië) eisten dat Israël eerst de rechten van de vluchtelingen, zoals vastgelegd in punt °11 van de resolutie zou uitvoeren.

### Het rapport van 1985
In 1985 kwam de Algemene Vergadering met een rapport, waarin ze vaststelde dat de Verzoeningscommissie had gefaald. Oordeel over het falen:
Paragraaf °84In het bijzonder is de Israëlische overheid niet bereid het onderdeel van punt °11 van de resolutie 194 te implementeren, dat bepaalt dat de vluchtelingen die naar huis willen, en in vrede willen leven met hun buren worden toe gestaan die te doen op de eerstvolgende uitvoerbare datum.
Paragraaf °88De Arabische overheden echter zijn niet bereid om punt °5 van de resolutie uit te voeren, waarin wordt opgeroepen voor een algemeen akkoord over alle kwesties tussen hen en Israël. De Arabische overheden in hun contact met de Commissie hebben op geen enkele wijze aangetoond, klaar te zijn voor een vredesregeling met de Staat Israël.
Lijst ·  190 ·  191 ·  192 ·  193 ·  194 ·  195 ·  196 ·  197 ·  198 ·  199 ·  200 ·  201 ·  202 ·  203 ·  204 ·  205 ·  206 ·  207 ·  208 ·  209 ·  210 ·  211 ·  212 ·  213 ·  214 ·  215 ·  216 ·  217 ·  218 ·  219 ·  220 ·  221 ·  222 ·  223 ·  224 ·  225 ·  226 ·  227 ·  228 ·  229 ·  230 ·  231 ·  232 ·  233 ·  234 ·  235 ·  236 ·  237 ·  238 ·  239 ·  240 ·  241 ·  242 ·  243 ·  244 ·  245 ·  246 ·  247 ·  248 ·  249 ·  250 ·  251 ·  252 ·  253 ·  254 ·  255 ·  256 ·  257 ·  258 ·  259 ·  260 ·  261 ·  262 ·  263 ·  264 ·  265 ·  266 ·  267 ·  268 ·  269 ·  270 ·  271 ·  272 ·  273 ·  274 ·  275 ·  276 ·  277 ·  278 ·  279 ·  280 ·  281 ·  282 ·  283 ·  284 ·  285 ·  286 ·  287